# Kartoffel-Rose
Die Kartoffel-Rose (Rosa rugosa), auch Apfelrose, Japan-Rose, Sylter Rose oder Kamtschatka-Rose genannt, ist eine Pflanzenart aus der Gattung Rosen (Rosa) innerhalb der Familie der Rosengewächse (Rosaceae). Sie ist ursprünglich in Ostasien verbreitet und in vielen Gebieten der Welt ein Neophyt.

## Beschreibung

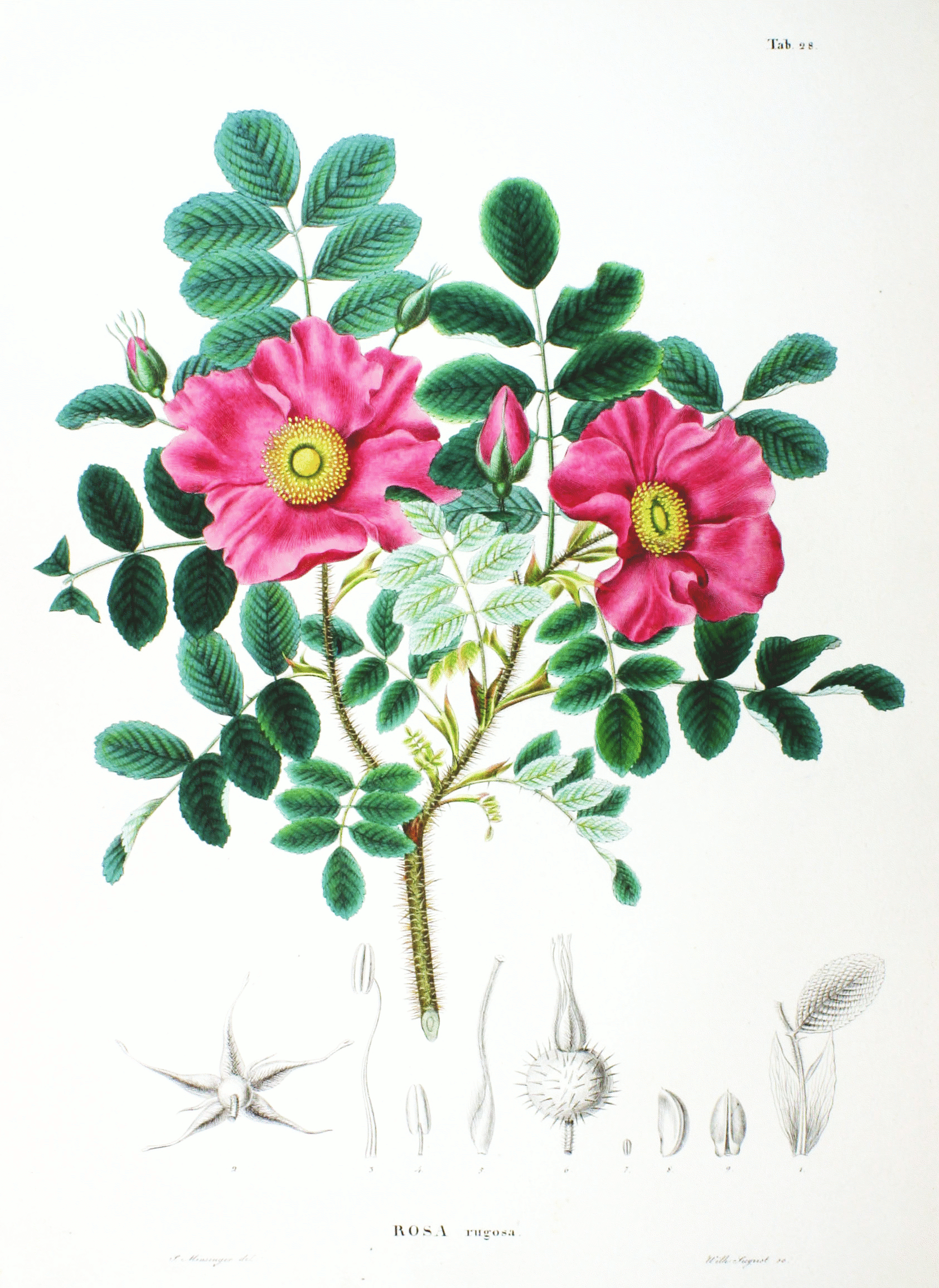
Illustration

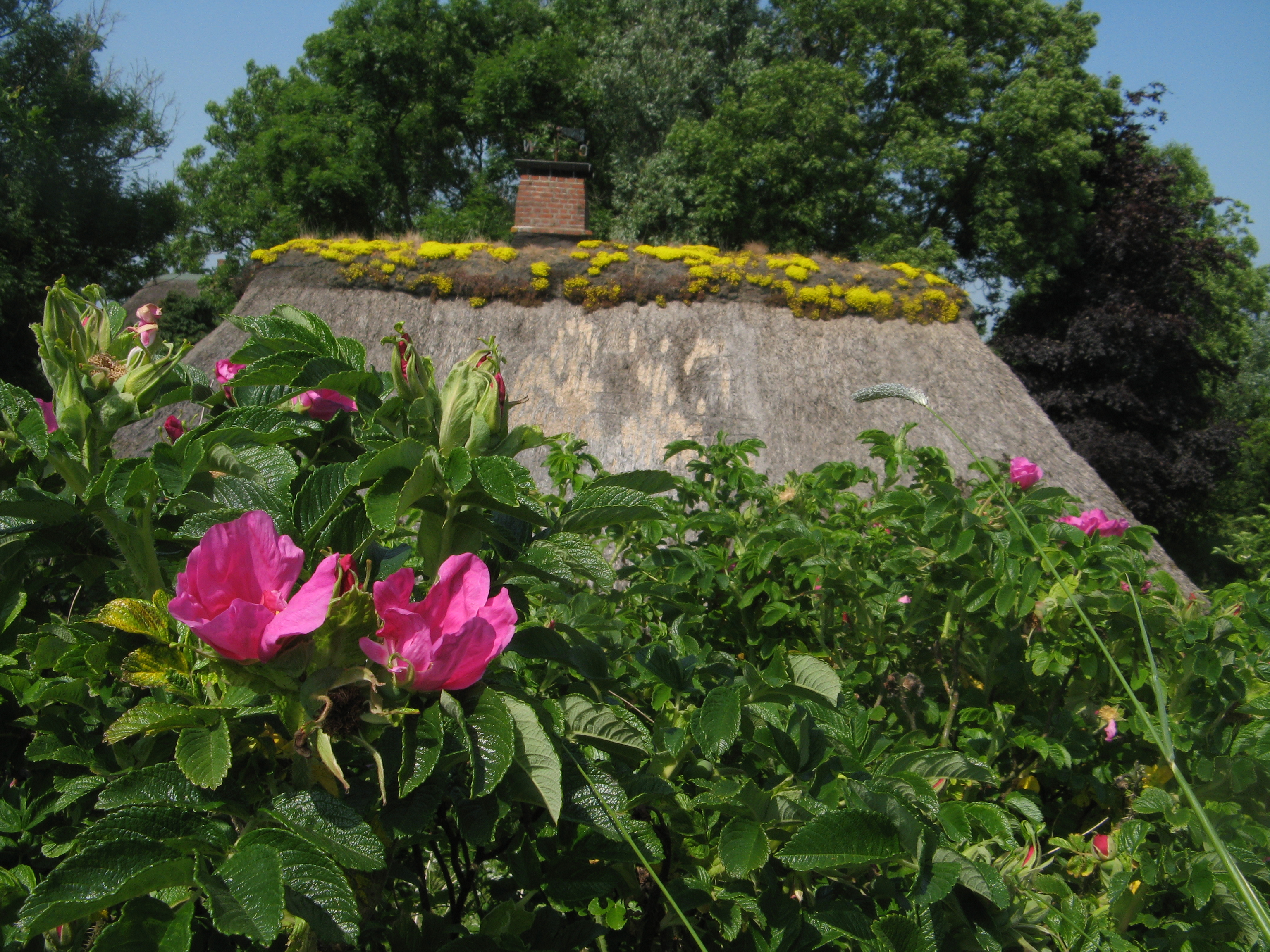
Kartoffel-Rosen am Katinger Damm, Schleswig-Holstein

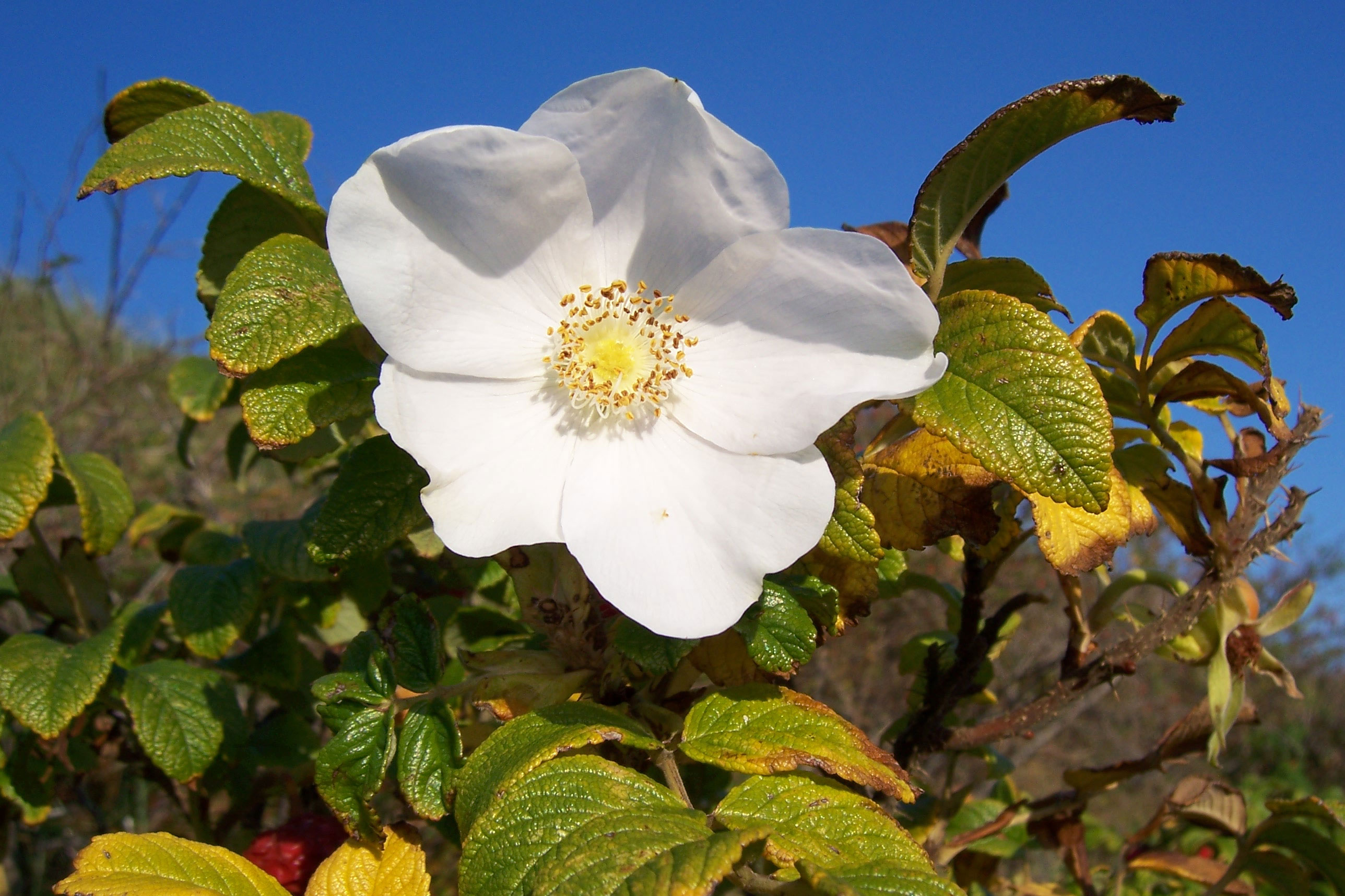
Weißblühende Form

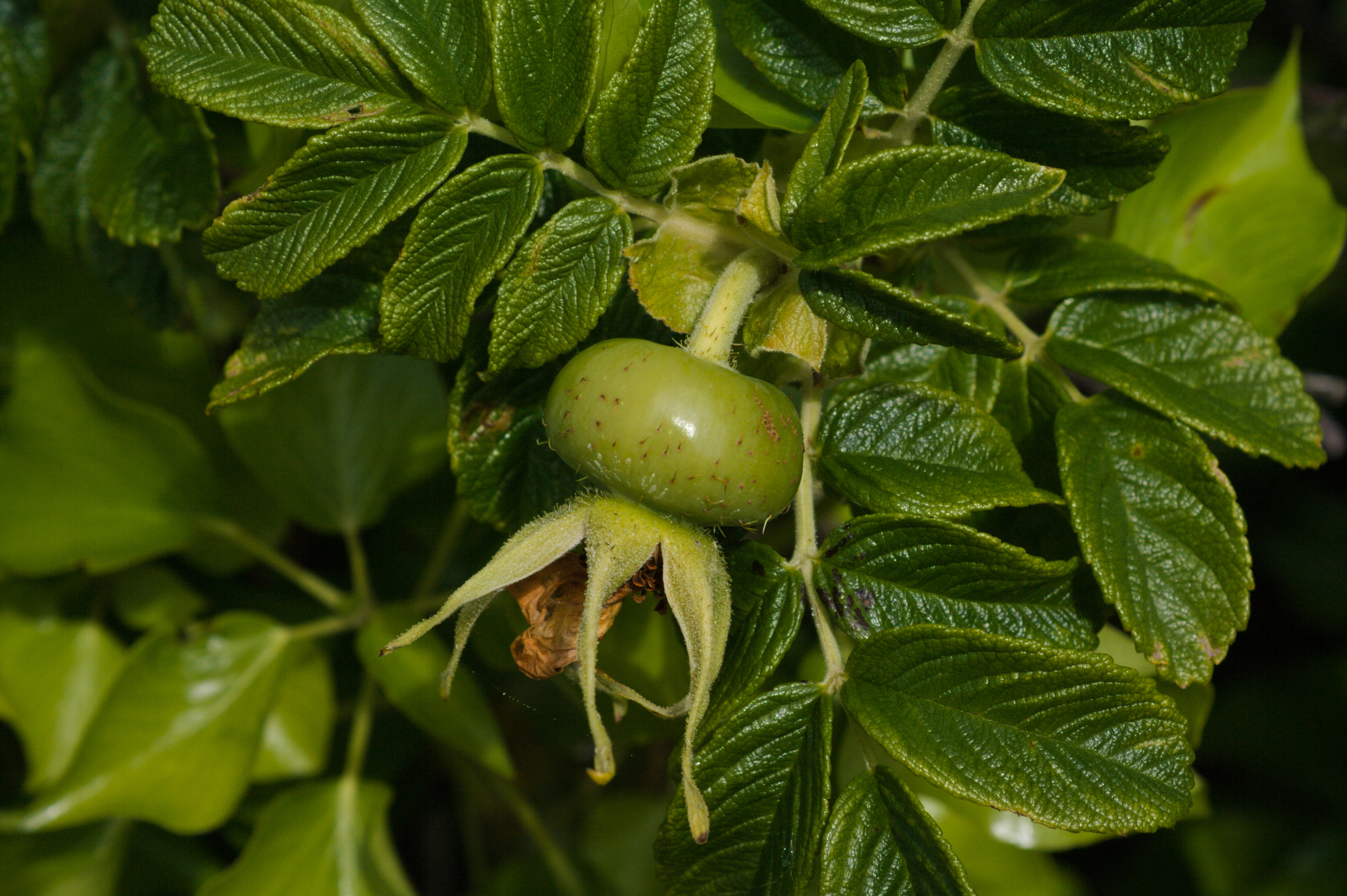
Unreife Hagebutte

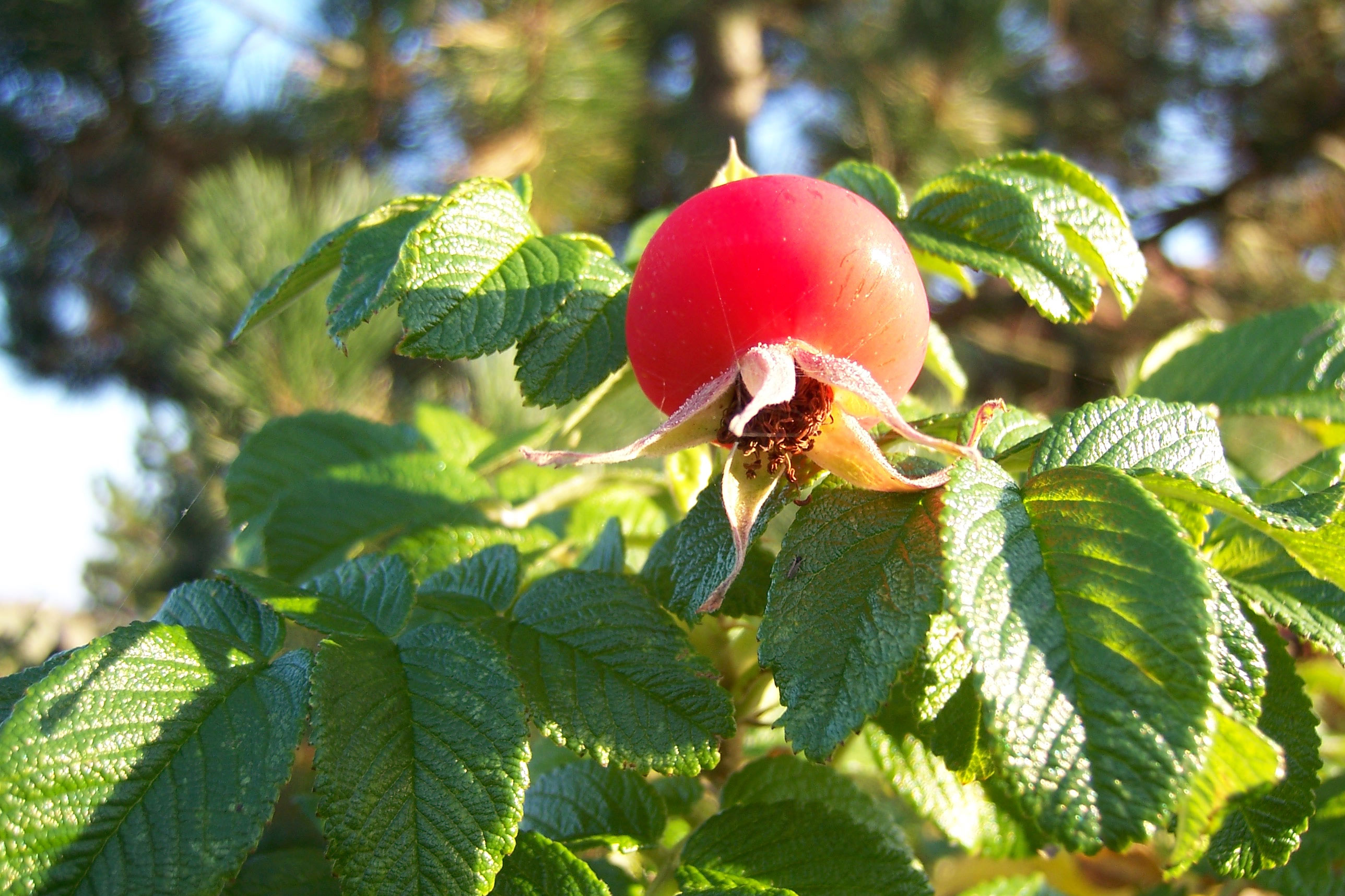
Reife Hagebutte

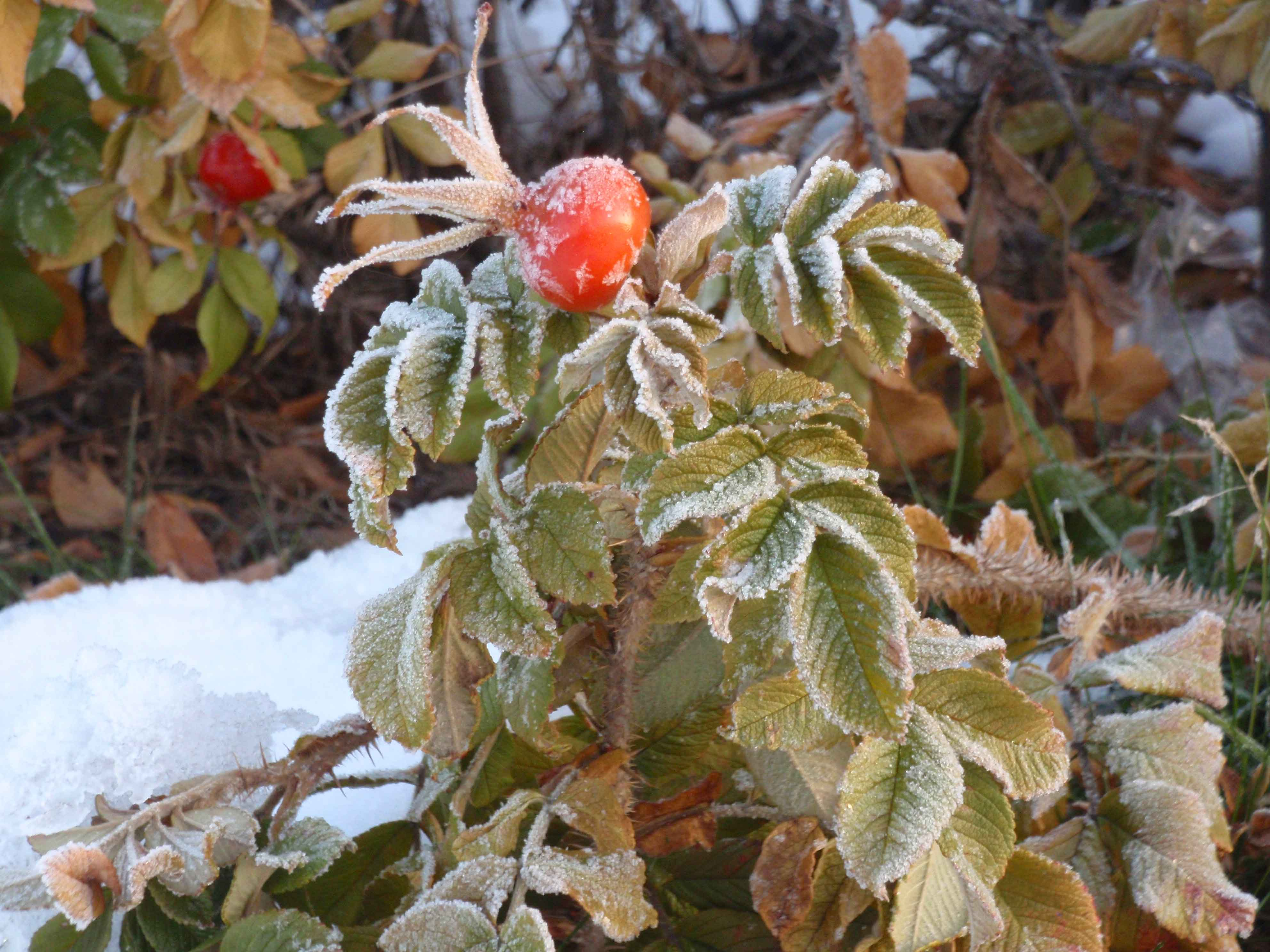
Kartoffel-Rose im Winter

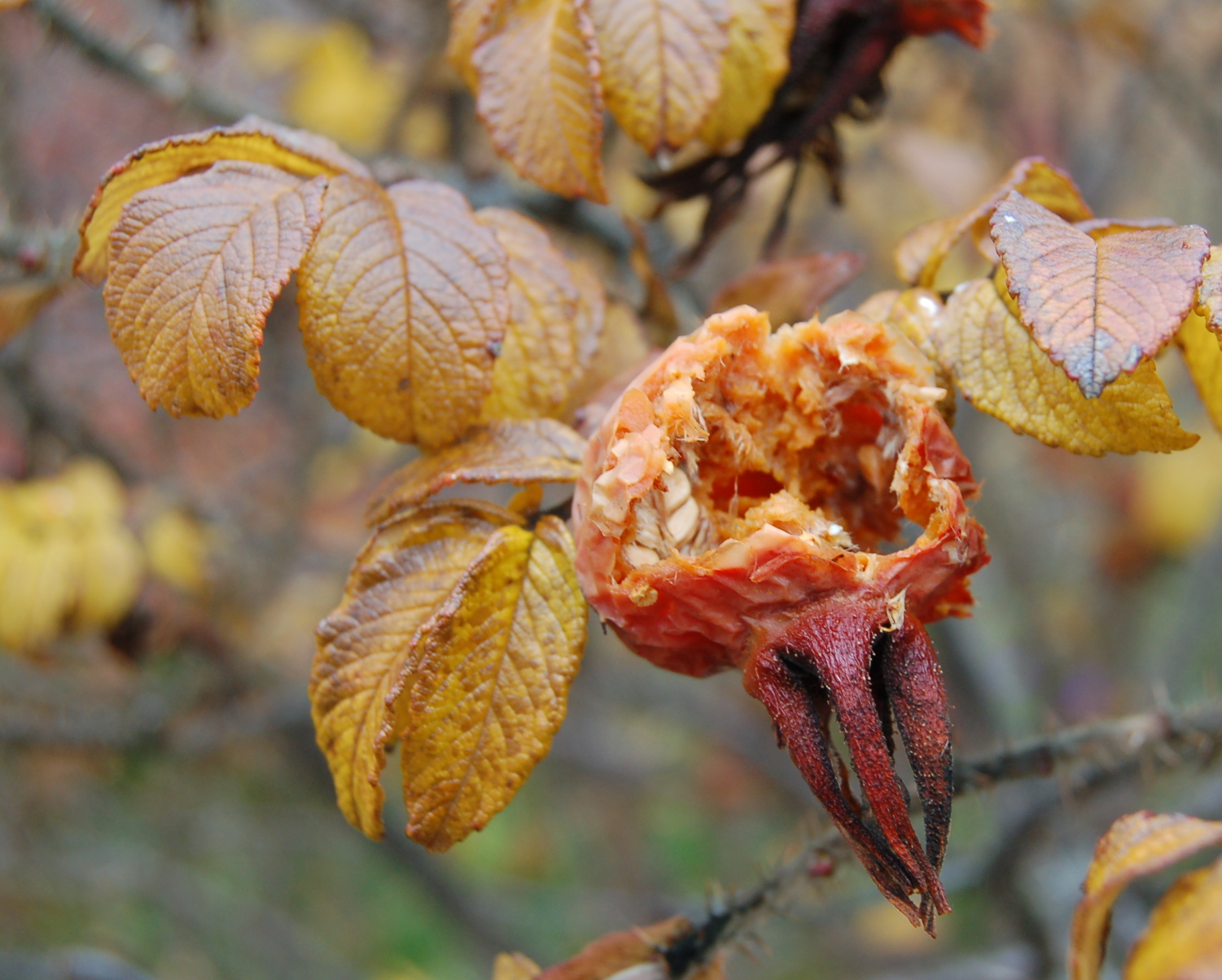
Von Vögeln angepickte Hagebutte

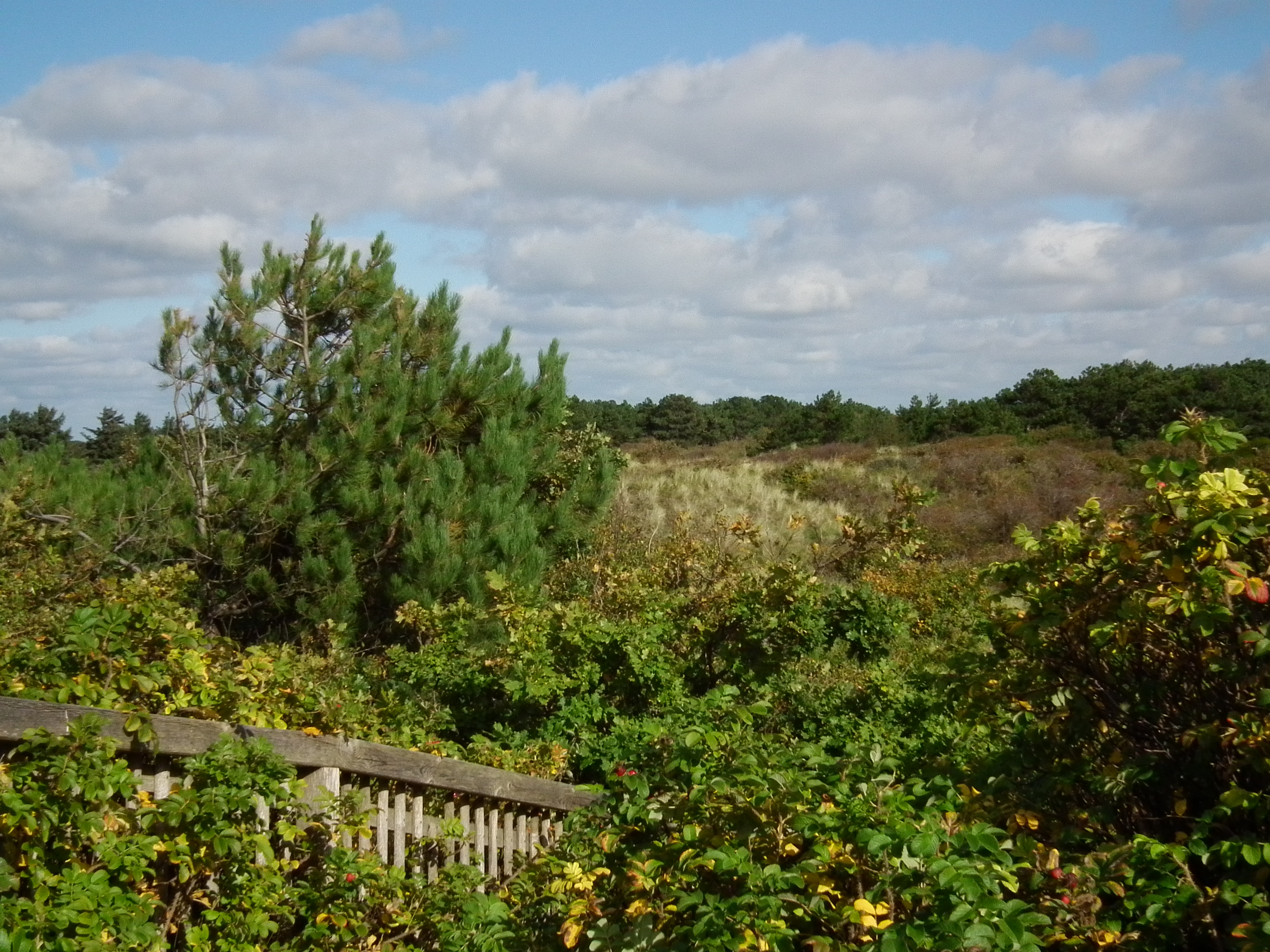
Vordringen von Kartoffel-Rosen in Küstenvegetation auf der Insel Juist

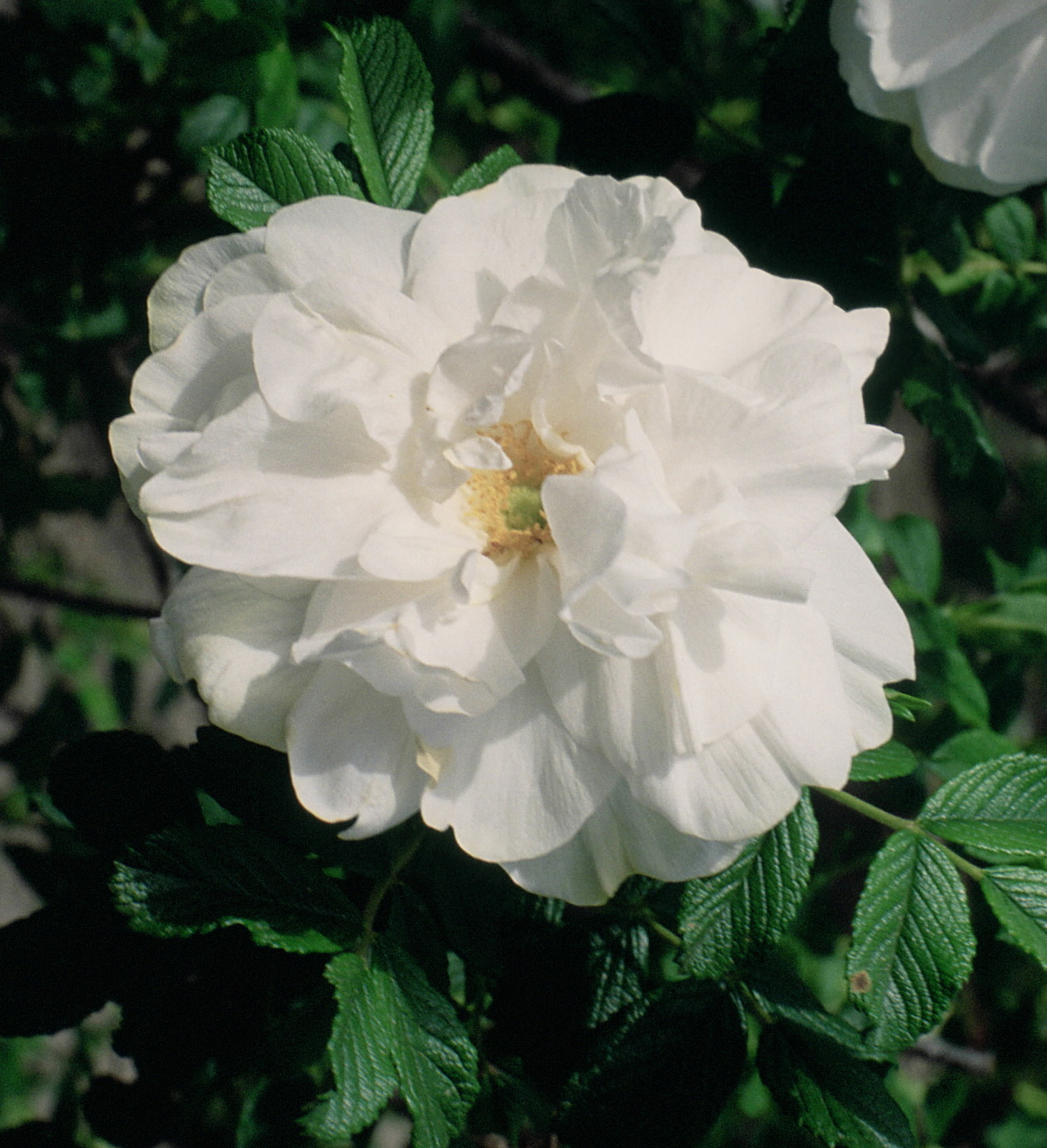
Gefüllt blühende Sorte Rosa rugosa 'Blanc Double de Coubert', Cochet-Cochet 1892

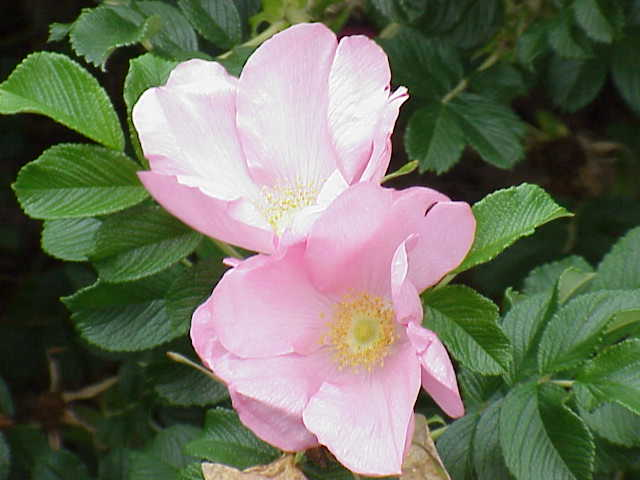
Rosa rugosa 'Dagmar Hastrup', Poulsen 1914

Rosa rugosa wächst als sommergrüner Strauch, der Wuchshöhen von etwa 1,50 Metern erreicht. Er breitet sich oft durch unterirdische Ausläufer rasenartig aus. Die Kartoffel-Rose besitzt kurze, starke Stacheln. Die wechselständig angeordneten Laubblätter sind 8 bis 15 Zentimeter lang und unpaarig gefiedert mit fünf bis neun Fiederblättchen. Mit ihrer runzeligen Oberfläche erinnern die Laubblätter an Blätter der Kartoffel.
Die Chromosomenzahl beträgt 2n = 14.
Die Blütezeit reicht von Juni bis September. Die leicht duftenden Blüten besitzen einen Durchmesser von 6 bis 8 Zentimetern. Die fünf freien Kronblätter sind dunkelrosafarben bis weiß. Ihre relativ großen, bis über 2 Zentimeter dicken Hagebutten färben sich bei Reife ziegelrot.

## Ökologie
Durch vegetative Vermehrung mittels unterirdischer Ausläufer können schnell großflächige, dichte Bestände entstehen.
Die Blüten werden von Hummeln, Bienen, Käfern u. a. bestäubt. Bienen können Pollen der Arten Rosa rugosa und Rosa canina am Duft unterscheiden.
Die Diasporen sind die Hagebutten, die der Verdauungsausbreitung (Endochorie) und der Schwimmausbreitung (Nautochorie), auch in Meerwasser, unterliegen. Die Früchte werden von einer Reihe von Vögeln, darunter der Silbermöwe, gefressen; die Samen werden ausgeschieden. Die Keimung gelingt in allen Vegetationstypen der Dünenlandschaft.
Sprossachsen, die vom Sand einer Düne bedeckt werden, bewurzeln sich und wachsen mit der Düne nach oben. Ebenso können aus Wurzelfragmenten ab einer Länge von vier Zentimetern neue Pflanzen entstehen. Spross- und Wurzelteile werden ebenso wie die Früchte gelegentlich auch mit starkem Küstenwind oder Wasser über weite Strecken entlang der Küste transportiert.

## Vorkommen
Das ursprüngliche Verbreitungsgebiet von Rosa rugosa reicht von den chinesischen Provinzen östliches Jilin, Liaoning sowie nordöstliches Shandong über Korea und Russlands Fernen Osten bis Japan. Sie wird in vielen Gebieten der Welt angepflanzt und gilt in weiten Bereichen als invasive Pflanze.
Die Kartoffel-Rose ist in Mitteleuropa eine frostharte Zierpflanze, die in Hecken und als Solitärstrauch kultiviert wird, seltener auch in Wildhecken an Straßen und in der Feldflur angepflanzt wird; gelegentlich ist sie ortsnah verwildert, aber kaum eingebürgert und über die Jahre örtlich einigermaßen beständig. In Südeuropa ist sie eine beständige Kulturpflanze.

## Taxonomie
Die Erstveröffentlichung von Rosa rugosa erfolgte 1784 durch Carl Peter Thunberg. Das Artepitheton rugosa leitet sich vom lateinischen Wort rugosus für faltig, runzelig ab und bezieht sich auf das runzlige Aussehen der Laubblätter. Synonyme von Rosa rugosa Thunb. sind Rosa ferox Lawrence und Rosa pubescens Baker.

## Nutzung
Das Fruchtfleisch der Hagebutten der Kartoffel-Rose ist ergiebiger als das der kleineren Hunds-Hagebutten. Es liefert Marmelade, die in Deutschland regional auch „Hägenmark“, „Hiefenmus“ oder „Hetschepetsche“ genannt wird.
Die zurückbleibenden Fruchtschalen und Samen werden getrocknet und zu einem aromatischen Tee aufgebrüht, der regional auch „Buttetee“ oder „Kernlestee“ genannt wird.

## Verwendung
Da die Kartoffel-Rose sehr wenig Ansprüche an ihren Standort stellt, wurde und wird sie zum Teil gezielt angepflanzt. Aufgrund ihres Ausbreitungsverhaltens gilt sie mittlerweile jedoch als invasiver Neophyt, dessen Anpflanzung aus Gründen des Arten- und Biotopschutzes zumindest in Landschaftstypen wie Dünen und Küstenheiden kritisch gewertet wird. Ihr hohes Regenerationspotenzial erschwert die maschinelle Bekämpfung der Kartoffel-Rose. Durch fortwährenden Verbiss durch Weidetiere auf Weiden mit längerer Beweidungsperiode konnte die Art im Stiftungsland Schäferhaus effektiv zurückgedrängt werden.

### Windschutz
Die Kartoffel-Rose kennzeichnet sich durch gute Wuchseigenschaften auf extremen, auch salzbeeinflussten Standorten. Wegen ihrer auffallenden, stark duftenden Blüten und ihrer Fähigkeit, auch auf extremeren Standorten zu gedeihen, wird sie zum Teil noch häufig in Gärten und im Außenbereich gepflanzt. Dabei werden unter dem Namen Rosa rugosa verschiedene Varietäten und Hybriden eingesetzt. Typische Anpflanzungsorte sind beispielsweise Mittelstreifen an Autobahnen. Sie ist außerdem häufig in Windschutzhecken an der Küste, aber auch in Heckenanpflanzungen im Binnenland zu finden. Auch zur Begrünung von Kalirückstandshalden wird die Kartoffel-Rose eingesetzt. An der Ost- und Nordseeküste sowie auf den Inseln im Küstenbereich, etwa auf der der Insel Helgoland vorgelagerten Düne, ist sie teilweise landschaftsprägend. Vor dem Zweiten Weltkrieg wurde sie auch in großem Umfang auf den Ostfriesischen Inseln angepflanzt, wo sie zur Tarnung der Bunker eingesetzt wurde.

### Verwendung in Gärten
Die Rosa rugosa ist winterhart, salzverträglich und anspruchslos. Sie wächst auch auf sandigen, armen Böden, auch in windigen Lagen. Auf Kalkböden vergilben die Blätter häufig durch Eisenmangel, da die Rose dort Eisen nur erschwert aufnehmen kann. Die Kartoffel-Rose ist gegen Krankheiten wie Rosen-Rost und Sternrußtau weitgehend unempfindlich. Diese Eigenschaften wurden im Rahmen der Rosenzüchtung auf ihre Gartenformen, die Rosa-Rugosa-Hybriden, übertragen.
Die Kartoffel-Rose und vor allem die neuen Gartensorten wie die Sorte Dagmar Hastrup werden häufig für sogenannte pflegeleichte Hausgärten empfohlen, da sie kaum geschnitten werden muss und keines Winterschutzes bedarf. Mittlerweile gibt es auch Sorten, die zur Flächenbegrünung geeignet sind, wie zum Beispiel die weiße, stark duftende Sorte White Roadrunner. Diese wird lediglich 0,3 Meter hoch und bildet aufrechte Äste, die nicht überhängen; sie ist weniger pflegeintensiv als die meisten Bodendeckerrosen. Auch im Garten kann sich die Kartoffel-Rose durch Ausläufer seitlich verbreitern. Häufig wird deshalb eine Wurzelsperre empfohlen, um den Ausbreitungsdrang der Rose einzudämmen.

## Invasive Pflanze
Die Kartoffel-Rose ist insbesondere in großen Abschnitten der Nordseeküste landschaftsprägend. Luftbildaufnahmen belegen, dass sich das Verbreitungsgebiet der Kartoffel-Rose in Dänemark seit über 50 Jahren kontinuierlich erweitert, es gibt keine Hinweise darauf, dass die Bestände überaltern und wieder verschwinden. Der wichtigste Ausbreitungsmechanismus ist dabei das klonale Wachstum.
Die Kartoffel-Rose verändert das Landschaftsbild sowie die Lebensgemeinschaften von Dünen und Küstenheiden. Sie verdrängt vor allem kleine und lichtbedürftige Küstenarten und kann auch in die deutlich artenreicheren Sanddornbestände eindringen und diese zurückdrängen. Von den Arten, die generell selten und schützenswert sind, wird besonders häufig Stranddistel, Krähenbeerheide, Sand-Lieschgras und Bibernellrose verdrängt. Aus Gründen des Arten- und des Biotopschutzes sind Vorkommen von Kartoffel-Rosen in Dünen und Küstenheiden daher unerwünscht und seit Januar 2022 ist der Kauf und der Austausch der Pflanze in Dänemark verboten.

### Bekämpfung
Die Bekämpfung der Kartoffel-Rose ist schwierig, weil sie nach Mahd, Beweidung und selbst nach einer Bekämpfung mit Feuer aus Wurzelresten immer wieder austreibt. Bestände von Kartoffel-Rosen erholen sich auf Grund ihres hohen Regenerationspotentials selbst nach mehrfachem Mähen wieder. Eine Dauerbeweidung mit Schafen kann nach einer Abmahd ein Wiederaufkommen der Kartoffel-Rose mindern. In Dünen und steilen Küstenabschnitten ist eine solche Beweidung mit Schafen jedoch nicht durchführbar.
Erfolgreich erprobt wurde ein Vorgehen, bei dem die Kartoffel-Rosen im Winter mit einem Bagger entnommen werden. Das von den Pflanzen entfernte Substrat wird durch Sieben von Wurzelresten getrennt. Dort, wo sich nach solch einer Maßnahme Pflanzen wieder regenerieren, werden sie ausgegraben. In Dänemark, wo die Ausbreitung der Kartoffel-Rose besonders kritisch gesehen wird, werden nach einer Rodung die gerodeten Stellen mindestens mit fünfzig Zentimeter Sand überdeckt, um einen Wiederaustrieb der Pflanzen zu verhindern.

### Zielkonflikte
Die duftende und reizvoll blühende Kartoffel-Rose wird insbesondere von Touristen als prägender Bestandteil der Küstenlandschaft angesehen. Da mit der Rosenblüte zum Teil auch um Touristen geworben wird, trifft die Bekämpfung nicht immer auf das Wohlwollen der lokalen Kurverwaltungen oder des Fremdenverkehrsamtes. Ihre Beliebtheit hat auch ihre Entfernung in Dänemark erschwert.
Grundsätzlich ist die Bekämpfung der Kartoffel-Rose sehr aufwändig und meist mit einer massiven Störung der Dünen verbunden, wenn Bestände gerodet oder übersandet werden. Bekämpfungsmaßnahmen können Dünen und Kliffe destabilisieren. Aus diesem Grund traf beispielsweise die Bekämpfung der Kartoffel-Rose in der Region der Duhner Heide, die zum Schutz der dortigen Krähenbeerheiden durchgeführt wurde, auf Kritik unter den Anwohnern. Nicht immer ist klar, wie hoch die Möglichkeit ist, dass vorhandene Bestände von Kartoffel-Rosen in noch unbesiedelte Bereiche vordringen können. In den Küsten- und Dünenabschnitten, in denen die Möglichkeit gering ist, ist es unter Abwägung von Aufwand und Nutzen gegebenenfalls effektiver, die noch nicht besiedelten Bereiche regelmäßig zu kontrollieren und gegebenenfalls neu etablierte Jungpflanzen wieder auszugraben.
Anpflanzungen der Kartoffel-Rose werden gelegentlich auch verwendet, um Besucherströme zu lenken und sie aus schützenswerten Dünenbereichen fernzuhalten. Auch dieser Vorteil ist gegenüber den möglichen Nachteilen einer Entfernung abzuwägen. Für die Lenkung von Besucherströmen eignet sich aber auch die einheimische Bibernell-Rose, es gibt außerdem weitere Lenkungsmöglichkeiten.

## Gartenbaugeschichte
Diese öfterblühende Wildrose ist seit 1845 aus Ostasien in Europa eingeführt.
Sorten (Auswahl):
- Agnes, 1922, gelb, duftend
- Dagmar Hastrup, 1914, rosa
- Mme Georges Bruant, 1887, weiß
- Rosa Zwerg, 1985, rosa
- Rotes Meer, 1985, lila-rot
- Schneekoppe, 1985, weiß
- Schneelicht, 1894, weiß, einfach
- White Roadrunner, 2001, weiß, halbgefüllt, stark duftend